# Ancistrosyllis fioronii
Ancistrosyllis fioronii är en ringmaskart som beskrevs av Fiege och Böggemann 1999. Ancistrosyllis fioronii ingår i släktet Ancistrosyllis och familjen Pilargidae. Inga underarter finns listade i Catalogue of Life.